# ویالتا باردزیلوسکایا
ویالتا باردزیلوسکایا (بلاروسی: Віялета Аляксандраўна Бардзілоўская؛ زادهٔ ۷ ژوئن ۲۰۰۵) ژیمناست زن ترامپولین اهل بلاروس است.